# La Star de la famille
La Star de la famille (Hope & Faith) est une série télévisée américaine en 73 épisodes de 22 minutes, créée par Joanna Johnson et diffusée entre le 26 septembre 2003 et le 2 mai 2006 sur le réseau ABC.
En France, la série a été diffusée entre le 28 septembre 2006 et le 1er janvier 2007 sur M6, et au Québec depuis le 31 mai 2011 sur VRAK.TV.

## Synopsis
Les sœurs Hope et Faith ont des vies radicalement différentes. Femme au foyer généreuse, gentille, réservée et terre-à-terre et mère de trois enfants, Hope mène une vie centrée sur sa famille, tandis que Faith, sa jeune sœur égoïste, narcissique, rêveuse, sarcastique et manipulatrice, actrice du feuilleton télévisé «les Flammes de la passion», vit une vie de star à Hollywood. Après avoir perdu son rôle, Faith trouve refuge auprès de sa sœur en Ohio. En un clin d'œil, le monde bien rangé de Hope, son mari Charlie Shanowski et leurs trois enfants ; Sydney (15 ans), Hayley (12 ans) et Justin (8 ans), est bouleversé.

## Distribution
- Faith Ford (VF : Danièle Douet) : Hope Shanowski
- Kelly Ripa (VF : Malvina Germain) : Faith Fairfield
- Megan Fox   (VF : Noémie Orphelin) : Sydney Shanowski
- Ted McGinley (VF : Edgar Givry) : Charley Shanowski
- Macey Cruthird (VF : Camille Donda) : Hayley Shanowski
- Paulie Litt (VF : Kévin Sommier) : Justin Shanowski
- Mark Consuelos (VF : Damien Ferrette) : Gary « le Gooch » Gucharez
- Jenny McCarthy (VF : Virginie Ledieu) : Mandi Radnor (saison 1)
- Dean Cain (VF : Emmanuel Curtil) : Larry Walker (saison 2)

## Épisodes

### Première saison (2003-2004)
1. Les deux font la paire (Pilot) - 11.8 M
2. La Bague au doigt (Remembrance of Rings Past) - 9.9 M
3. Les Études d'abord ! (Un-Graduate) - 9.5 M
4. Sens des réalités (Summary Judgment) - 9.7 M
5. Une soirée d'enfer (About a Book Club) - 8.9 M
6. Le Prince charmant (Hope Has No Faith alias The Halloween Story) - 7.7 M
7. Retour en force (Car Commercial) - 10.4 M
8. Vengeance ! (Hope and Faith Get Randy) - 8.7 M
9. L'Amour du risque (Phone Home for the Holidays) - 9.5 M
10. Crise de nerfs ! (Anger Management) - 8.8 M
11. La star fait son numéro (Silent Night, Opening Night) - 8.6 M
12. Rancune tenace (Wedding) - 9.0 M
13. Règlement de comptes à Glen Falls (Madam President) - 8.6M
14. Audition sauvage (The Diner Show) - 10.6 M
15. Les Flammes de la passion (Mismatch) - 8.0 M
16. C'est de la balle ! (Charley's Baseball) - 7.6 M
17. Carrossé comme une voiture ! (Almost Paradise) - 9.0 M
18. Aveux (Jury Duty) - 8.2 M
19. Olga et Magda (Faith's Maid) - 6.9 M
20. Une photo compromettante (Hope Gets a Job) - 6.8 M
21. Divorce surprise (Faith's Husband) - 6.9 M
22. Mon père ce Don Juan (Jack's Back) - 7.7 M
23. Au boulot ! (Trade Show) - 6.9 M
24. Soap Opera à Hollywood [1/2] (Daytime Emmys [1/2]) - 8.3 M
25. Soap Opera à Hollywood [2/2] (Daytime Emmys [2/2]) - 8.3 M

La saison 1 a été suivie par 8.6 millions de téléspectateurs.

### Deuxième saison (2004-2005)
1. La Fée du logis (Escape from Albuquerque) - 7.1 M
2. Un loft de rêve (Mall in the Family) - 6.5 M
3. Prêtes à tout (Queer as Hope) - 6.1 M
4. Ne quittez pas... (Hold the Phone) - 6.4 M
5. Tel est pris qui croyait prendre (Faith Scare-Field) - 7.0 M
6. Bébé surprise [1/2] (Natal Attraction [1/2]) - 7.6 M
7. Bébé surprise [2/2] (Stand By Your Mandi [2/2])
8. Robot bébé (Dolly Mama)
9. Jamais sans mon fils (Justin Time)
10. Une soirée à Beverly Hills (9012-Uh-Oh) - 6.3 M
11. Du cœur à l'ouvrage (Do I Look Frat in This?) - 6.7 M
12. Sœeurs Noël (Aru-bah Humbug) - 7.2 M
13. Le Gooch (Gooch) - 8.8 M
14. Un deal d'enfer (Another Car Commercial) - 8.7 M
15. Carmen électrise (Carmen Get It) - 7.9 M
16. Un traiteur sachant traiter (Catering-a-ding-ding)
17. Le Gang des grand-mères (O' Sister, Where Art Thou?) - 8.4 M
18. Hope Couture (Hope Couture) - 8.4 M
19. On a échangé nos mamans [1/2] (Wife Swap [1/2])
20. On a échangé nos mamans [2/2] (Wife Swap [2/2])
21. Cantine chic et choc (21 Lunch Street) - 6.8 M
22. Un fauteuil pour deux (A Room of One's Own) - 6.1 M
23. Telle est trompée qui croyait tromper (Faith Affair-field) - 6.1 M
24. Météo et bas (Weather or Not) - 6.2 M
25. Entre les deux... (Of Rice and Anchor Men) - 6.2 M
26. Mon cœur balance (Season Finale) - 6.2 M

La saison 2 a été suivie par 7 millions de téléspectateurs.

### Troisième saison (2005-2006)
1. Qui aime bien... [1/2] (The Marriage [1/2]) - 7.5 M
2. ... Châtie bien [2/2] (The Marriage [2/2]) - 7.5 M
3. Paix à mon âme (Faith Fairfield: 1980-2005) - 5.8 M
4. Un monstre d'amour et d'affection (The Phone Call) - 6.2 M
5. Une dent contre moi (Love & Teeth) - 6.2 M
6. La Fiesta du siècle (The Halloween Party) - 6.5 M
7. Déshabillez-moi (Charley's Shirt) - 6.7 M
8. Ma psy affirme (Faith's Therapy) - 6.9 M
9. Les Liens du sang (Blood is Thicker Than Daughter) - 7.1 M
10. Le Verre à moitié plein (Hope in the Middle) - 5.4 M
11. La Trêve de Noël (Christmas Time) - 8.0 M
12. Je couche avec mon mari (Sex, Lies, & Faith) - 8.3 M
13. Zen ai pas changé (Now And Zen) - 6.0 M
14. Monsieur sans gêne (Homeless Hal) - 5.8 M
15. Pas de pitié pour le Gooch (Meet the Parent) - 4.2 M
16. Y a pas photo (Charley Shoots Faith) - 4.9 M
17. Charley se prend au jeu (The Big Shanowski) - 4.1 M
18. C'est qui le chef (The Restaurant) - 5.4 M
19. Une histoire de tiroir... caisse (Jay Date) - 4.0 M
20. Éternellement jeune (Old Faithful) - 5.6 M
21. La squatteuse (Faith Knows Squat) - 4.1 M
22. Arrête ton char, Hope (Hope's Float) - 5.7 M

La saison 3 a été suivie par 5.9 millions de téléspectateurs.